# Rąbień (gmina)
Rąbień – dawna gmina wiejska istniejąca do 1954 roku w woj. łódzkim. Siedzibą władz gminy był Rąbień.

## Historia
Za Królestwa Polskiego gmina Rąbień do powiatu łodzińskiego (łódzkiego) w guberni piotrkowskiej.
W okresie międzywojennym należała do powiatu łódzkiego w woj. łódzkim. 1 kwietnia 1927 do gminy Rąbień przyłączono część obszaru zniesionej gminy Rszew (Krzywiec, Niesięcin, Rszewek, Rszew i Okupniki), natomiast część obszaru gminy Rąbień (Cyganka, Dąbrowa, Huta Jagodnica-Kolonia, Leonów, Nowe Złotno i Stare Złotno) włączono do gminy Brus.
Po wojnie gmina zachowała przynależność administracyjną. 13 lutego 1946 roku część obszaru gminy Rąbień (wsie Grabieniec, Mikołajew i Odzierady oraz część wsi Antoniew) przyłączono do Łodzi. Według stanu z 1 lipca 1952 roku gmina składała się z 10 gromad: Antoniew, Budy Wolskie, Dąbrowa, Krzywiec, Niesięcin, Piaskowa Góra, Rąbień, Rąbień AB, Romanów i Wola Grzymkowa.
Jednostka została zniesiona 29 września 1954 roku wraz z reformą wprowadzającą gromady w miejsce gmin.
Po reaktywowaniu gmin z dniem 1 stycznia 1973 roku gminy Rąbień nie przywrócono, a jej dawny obszar wszedł głównie w skład nowej gminy Aleksandrów Łódzki w tymże powiecie i województwie. Ponadto wiele miejscowości byłej gminy Rąbień wchodzi obecnie w skład Łodzi i Konstantynowa Łódzkiego oraz wyjątkowo Aleksandrowa Łódzkiego (Piaskowa Góra).

## Miejscowości
| Miejscowość    | Charakter | Ludność 1921 | Gromada 1933   | Gmina 1921 | Gmina 1933 | Gmina 1952 | Gmina 1973                | Gmina 2022                |
| -------------- | --------- | ------------ | -------------- | ---------- | ---------- | ---------- | ------------------------- | ------------------------- |
| Antoniew       | wieś      | 98           | Antoniew       | gm. Rąbień | gm. Rąbień | gm. Rąbień | gm. Aleks. Łd. / Łódź (m) | gm. Aleks. Łd. / Łódź (m) |
| Budy Wolskie   | wieś      | 70           | Budy Wolskie   | gm. Rąbień | gm. Rąbień | gm. Rąbień | gm. Aleks. Łd.            | gm. Aleks. Łd.            |
| Cyganka        | kolonia   | 333          | Cyganka        | gm. Rąbień | gm. Brus   | Łódź (m)   | Łódź (m)                  | Łódź (m)                  |
| Dąbrowa        | wieś      | 75           | Jagodnica      | gm. Rąbień | gm. Brus   | gm. Rąbień | gm. Aleks. Łd.            | Konst. Łd. (m)            |
| Grabieniec     | wieś      | 387          | Grabieniec     | gm. Rąbień | gm. Rąbień | Łódź (m)   | gm. Aleks. Łd.            | Łódź (m)                  |
| Grunwald       | wieś      | 51           | Izabelin       | gm. Rąbień | gm. Rąbień | gm. Rąbień | gm. Aleks. Łd.            | gm. Aleks. Łd.            |
| Huta Jagodnica | kolonia   | 63           | Jagodnica      | gm. Rąbień | gm. Brus   | gm. Rąbień | gm. Aleks. Łd.            | Łódź (m)                  |
| Huta Jagodnica | wieś      | 76           | Niesięcin      | gm. Rąbień | gm. Rąbień | gm. Rąbień | gm. Aleks. Łd.            | Łódź (m)                  |
| Izabelin       | wieś      | 47           | Izabelin       | gm. Rąbień | gm. Rąbień | gm. Rąbień | gm. Aleks. Łd.            | gm. Aleks. Łd.            |
| Krzywiec       | wieś      | 192          | Krzywiec       | gm. Rszew  | gm. Rąbień | gm. Rąbień | gm. Aleks. Łd.            | gm. Aleks. Łd.            |
| Leonów         | osada     | 16           | Stare Złotno   | gm. Rąbień | gm. Brus   | Łódź (m)   | Łódź (m)                  | Łódź (m)                  |
| Mikołajew      | wieś      | 40           | Grabieniec     | gm. Rąbień | gm. Rąbień | Łódź (m)   | Łódź (m)                  | Łódź (m)                  |
| Niesięcin      | wieś      | 150          | Niesięcin      | gm. Rszew  | gm. Rąbień | gm. Rąbień | gm. Aleks. Łd.            | Konst. Łd. (m)            |
| Nowy Józefów   | wieś      | 104          | Nowy Józefów   | gm. Brus   | gm. Brus   | gm. Rąbień | Konst. Łd. (m)            | Łódź (m)                  |
| Odzierady      | wieś      | 31           | Grabieniec     | gm. Rąbień | gm. Rąbień | Łódź (m)   | Łódź (m)                  | Łódź (m)                  |
| Okupniki       | kolonia   | 0            | Rszew          | gm. Rszew  | gm. Rąbień | gm. Rąbień | gm. Aleks. Łd.            | Konst. Łd. (m)            |
| Piaskowa Góra  | wieś      | 85           | Wola Grzymkowa | gm. Rąbień | gm. Rąbień | gm. Rąbień | gm. Aleks. Łd.            | Aleks. Łd. (m)            |
| Placydów       | wieś      | 62           | Budy Wolskie   | gm. Rąbień | gm. Rąbień | gm. Rąbień | gm. Aleks. Łd.            | gm. Aleks. Łd.            |
| Rąbień         | folwark   | 26           | Rąbinek        | gm. Rąbień | gm. Rąbień | gm. Rąbień | gm. Aleks. Łd.            | gm. Aleks. Łd.            |
| Rąbień         | kolonia   | 60           | Rąbinek        | gm. Rąbień | gm. Rąbień | gm. Rąbień | gm. Aleks. Łd.            | gm. Aleks. Łd.            |
| Rąbień         | wieś      | 306          | Rąbień         | gm. Rąbień | gm. Rąbień | gm. Rąbień | gm. Aleks. Łd.            | gm. Aleks. Łd.            |
| Rąbinek        | wieś      | 87           | Rąbinek        | gm. Rąbień | gm. Rąbień | gm. Rąbień | gm. Aleks. Łd.            | gm. Aleks. Łd.            |
| Romanów        | kolonia   | 74           | Antoniew       | gm. Rąbień | gm. Rąbień | gm. Rąbień | gm. Aleks. Łd.            | Łódź (m)                  |
| Rszew          | folwark   | 100          | Rszew          | gm. Rszew  | gm. Rąbień | gm. Rąbień | gm. Aleks. Łd.            | Konst. Łd. (m)            |
| Rszewek        | wieś      | 35           | Niesięcin      | gm. Rszew  | gm. Rąbień | gm. Rąbień | gm. Aleks. Łd.            | Konst. Łd. (m)            |
| Srebrna        | wieś      | 546          | Srebrna        | gm. Rszew  | gm. Brus   | gm. Rąbień | Konst. Łd. (m)            | Konst. Łd. (m)            |
| Stawki         | wieś      | 54           | Krzywiec       | gm. Rąbień | gm. Rąbień | gm. Rąbień | gm. Aleks. Łd.            | gm. Aleks. Łd.            |
| Wola Grzymkowa | folwark   | 23           | Wola Grzymkowa | gm. Rąbień | gm. Rąbień | gm. Rąbień | gm. Aleks. Łd.            | gm. Aleks. Łd.            |
| Wola Grzymkowa | wieś      | 114          | Wola Grzymkowa | gm. Rąbień | gm. Rąbień | gm. Rąbień | gm. Aleks. Łd.            | gm. Aleks. Łd.            |
| Złotno Nowe    | kolonia   | 652          | Nowe Złotno    | gm. Rąbień | gm. Brus   | Łódź (m)   | Łódź (m)                  | Łódź (m)                  |
| Złotno Stare   | kolonia   | 41           | Stare Złotno   | gm. Rąbień | gm. Brus   | Łódź (m)   | Łódź (m)                  | Łódź (m)                  |
| Złotno Stare   | wieś      | 249          | Stare Złotno   | gm. Rąbień | gm. Brus   | Łódź (m)   | Łódź (m)                  | Łódź (m)                  |